# Diplomatické hodnosti
Diplomatické hodnosti představují hodnosti, které diplomatům přiděluje stát. Jejich definování vychází z mezinárodních smluv – Vídeňského reglementu (1815) a Úmluvy o diplomatických stycích (1961). Na jejich základě se jednotlivé hodnosti člení do kategorie diplomatických zástupců (velvyslanci, vyslanci a chargé d’affaires) a kategorie diplomatických úředníků (všichni ostatní diplomaté). Standardně kariérní diplomat postupuje od nižší k vyšší hodnosti na základě Kariérního řádu příslušného ministerstva zahraničních věcí. Podle dosaženého stupně kariérního postupu se diplomatičtí pracovníci zařazují do následujících čtyř profesních skupin: a) vedoucí diplomaté, b) vyšší diplomaté, c) nižší diplomaté, d) diplomaté v přípravě.

## Hierarchie diplomatických hodností
V české diplomatické službě, podobně jako u většiny cizích států, se v souladu s mezinárodní praxí používají tyto diplomatické hodnosti:
| profesní skupina            | hodnost            | rank                  |
| vedoucí diplomaté:          | velvyslanec        | Ambassador            |
| vedoucí diplomaté:          | rada - vyslanec    | Minister Counsellor   |
| vyšší (seniorní) diplomaté: | velvyslanecký rada | Counsellor of Embassy |
| nižší (juniorní) diplomaté: | I. tajemník        | 1st Secretary         |
| nižší (juniorní) diplomaté: | II. tajemník       | 2nd Secretary         |
| nižší (juniorní) diplomaté: | III. tajemník      | 3rd Secretary         |
| nižší (juniorní) diplomaté: | přidělenec         | attaché               |